# Santa Rosa (Ecuador)
 Santa Rosa  è una città della Provincia di El Oro, nel sudest dell'Ecuador. È il capoluogo del cantone omonimo. Fu fondata nel XVII secolo con il nome di "Santa Rosa de Jambelí". La città sopravvisse ad una grande alluvione nel 1927. Durante la guerra ecuadoriano-peruviana del 1941 fu occupata dalle truppe peruviane e vide lo scoppio di un grande incendio che distrusse 120 case del centro. Dopo la guerra, la città fu ricostruita.